# Wright City (Missouri)
Wright City – miasto w Stanach Zjednoczonych, w stanie Missouri, w hrabstwie Warren.